# Russie aux Jeux olympiques d'hiver de 2002
La Russie participe aux Jeux olympiques d'hiver de 2002 à Salt Lake City aux États-Unis du 8 au 24 février 2002. Il s'agit de sa troisième participation à des Jeux d'hiver.

## Liste des médaillés
| Sport                   | Discipline             | Athlète(s) |
| Médailles d'or : 5      |                        | |
| Patinage artistique     | Hommes                 | Aleksey Yagudin |
| Patinage artistique     | Couples                | Elena Berejnaïa et Anton Sikharulidze |
| Ski de fond             | 1,5 km sprint femmes   | Julija Tchepalova |
| Ski de fond             | 50 km hommes           | Mikhaïl Ivanov |
| Biathlon                | Poursuite femmes       | Olga Pyleva |
| Médailles d'argent : 4  |                        | |
| Patinage artistique     | Hommes                 | Evgeni Plushenko |
| Patinage artistique     | Femmes                 | Irina Sloutskaïa |
| Patinage artistique     | Danse sur glace        | Irina Lobatcheva et Ilia Averboukh |
| Ski de fond             | 10 km classique femmes | Julija Tchepalova |
| Médailles de bronze : 4 |                        | |
| Biathlon                | Individuel hommes      | Viktor Maigurov |
| Biathlon                | Relais femmes          | Olga Pyleva Galina Koukleva Svetlana Ishmouratova Albina Akhatova |
| Ski de fond             | 15 km libre femmes     | Julija Tchepalova |
| Hockey sur glace        | Tournoi hommes         | Ilia Bryzgalov Nikolaï Khabibouline Iegor Podomatski Sergueï Gontchar Darius Kasparaitis Daniil Markov Vladimir Malakhov Igor Kravtchouk Oleg Tverdovski Boris Mironov Alekseï Kovaliov Alekseï Jamnov Pavel Datsiouk Pavel Boure Igor Larionov Sergueï Fiodorov Alekseï Iachine Sergueï Samsonov Valeri Boure Maksim Afinoguenov Ilia Kovaltchouk Andreï Nikolichine Oleg Kvacha |

| Sport               | Médaille d'or, Jeux olympiques | Médaille d'argent, Jeux olympiques | Médaille de bronze, Jeux olympiques | Total |
| ------------------- | ------------------------------ | ---------------------------------- | ----------------------------------- | ----- |
| Patinage artistique | 2                              | 3                                  | 0                                   | 5     |
| Ski de fond         | 2                              | 1                                  | 1                                   | 4     |
| Biathlon            | 1                              | 0                                  | 2                                   | 3     |
| Hockey sur glace    | 0                              | 0                                  | 1                                   | 1     |
| Total               | 5                              | 4                                  | 4                                   | 13    |